# Crataegus greggiana
Crataegus greggiana — вид квіткових рослин із родини трояндових (Rosaceae).

## Біоморфологічна характеристика
Це дерево чи кущ 40–80 дм заввишки. Нові гілочки густо притиснуто запушені, 1-річні сірі, іноді ± блискучі, 2-річні і старші матово-сірі; колючки на гілочках численні, ± загнуті, 2-річні блискучі чорні, 2.5–5 см. Листки: ніжки листків 6–12 см, 25–33% від довжини пластини, густо запушені, не залозисті; листові пластини середньо-зелені, від широко яйцеподібних чи широко еліптичних до ромбо-еліптичних, 2.5–4(5) см, частки нечіткі чи по 1–3 з кожного боку, верхівки часток гострі, краї зубчасті, нижні поверхні від ± голих до волохатих, верх притиснено-волосистий молодим, стає шершавим чи ± голі. Суцвіття 3–8-квіткові. Квітки 15 мм у діаметрі; гіпантій запушений; чашолистки вузько трикутні, 4–6 мм; тичинок 10[20]; пиляки рожеві чи трояндові. Яблука від цегляно-червоного до яскраво-червоного кольору, субкулясті, 7–11 мм у діаметрі, ± запушені. 2n = 68. Період цвітіння: квітень; період плодоношення: вересень і жовтень.

## Ареал
Зростає у Техасі США й на півночі Мексики (Коауіла, Нуево-Леон, Тамауліпас).
Населяє відкриті кущисті місцевості, піщаний ґрунт, серед розсіяної сосни; на висотах 300–700 метрів.

## Використання
Як і з іншими видами Crataegus в Мексиці, цілком ймовірно, що плоди Crataegus greggiana використовуються для приготування мармеладу.